# یول‌دره (هوپا)
یول‌دره (به لاتین: Yoldere، ارمنی: Ջուլպիջի) یک منطقهٔ مسکونی در ترکیه است که در هوپا واقع شده‌است. یول‌دره ۵۴۷ نفر جمعیت دارد.